# Wilaya
Una wilaya (àrab: ولاية, wilāya; turc: vilayet; turc otomà: ولاية, vilayet) és una subdivisió administrativa d'alguns països musulmans, que s'acostuma a traduir com ‘província’, ‘governació’ i, en períodes històrics, ‘valiat’. La pronúncia turca de la paraula, originàriament àrab, vilayet, és el nom que tenien les províncies de l'Imperi Otomà. Anteriorment, durant el califat, la wilaya era cadascun dels estats semisobirans que en formaven part, que també es pot anomenar valiat.
La paraula original àrab deriva de l'arrel w-l-y, ‘governar’. El territori de la wilaya és regit per un valí (والي, wālī) o governador, per la qual cosa el nom se sol traduir com a ‘governació’.
La wilaya és la subdivisió administrativa de primer nivell a Algèria, Mauritània, el Sudan i Tunísia, i de segon nivell a Kenya, el Marroc i Oman. Els territoris federals de Malàisia s'anomenen en malai Wilayah Persekutuan.
Del turc vilayet provenen les divisions administratives de primer nivell de l'Afganistan (velayat), el Tadjikistan (viloyat), el Turkmenistan (welayat) i l'Uzbekistan (viloyat).
Els àrabs anomenaven aquest territori nazar.
A Catalunya el darrer valiat existent fou el de Siurana a les muntanyes de Prades.